# 鉄道部隊 (ロシア)
ロシア連邦軍における鉄道部隊（てつどうぶたい、ロシア語: Железнодорожные войска Российской Федерации）とは、後方支援部隊の一つである。建築省、鉄道省、鉄道部隊局傘下を経て2004年からロシア連邦国防省の管轄となった。

## 歴史

### ロシア帝国時代
- 1870年：創設[1]。
- 1876年：最初の軍事鉄道大隊が編成された。翌年、この部隊は「第3工兵旅団第3鉄道大隊」と命名された。
- 1877年：第2、第4鉄道大隊が編成される。
- 1886年：第2、第3、第4鉄道大隊が工兵旅団から切り離され独立した鉄道旅団になる。
- 1907年：鉄道旅団廃止。各軍管区の通信司令官に従属することになった。
- 1910年：鉄道旅団長の地位が回復した[1]。

### ソビエト連邦時代
- 独ソ戦中：ドイツ軍の攻撃で破壊された鉄道設備の修理などを実施した[2]。
- その後、鉄道部隊はハンガリー、チェコスロバキア、アフガニスタンでの戦争に参加したほか、チェルノブイリ原子力発電所の事故の処理にも参加した[2]。

### ロシア連邦時代
- 2000年代初頭：「ヴォルガ」「アムール」「エニセイ」「バイカル」の名称を持つ4つの装甲列車を建造した[3]。
- 2022年：ウクライナ侵攻において特別装甲列車を運行した。列車は20mmの装甲を持ち、Ka-52とMi-8によって護衛されている[3]。

## 編成

### 1914年
- 第1鉄道旅団
- 第2鉄道旅団
- ザームルスキー鉄道旅団
- 第1鉄道連隊
- 第1シベリア鉄道大隊
- 第2シベリア鉄道大隊
- 第4シベリア鉄道大隊
- 第5シベリア鉄道大隊

（出典：）

### ロシア連邦（2009年以降）
- 鉄道部隊本部
- 第5地域司令部（旧第1鉄道軍団）
- 第6地域司令部 （旧第4鉄道軍団）
- 第7地域司令部 （旧第35鉄道軍団）
- 第8地域司令部 （旧第76鉄道軍団）

（出典：）